# Jamnacultuur
De jamnacultuur (Russisch: яма [jama]; Oekraïens: ямна [jamna]; kuil), ook yamnayacultuur, kuilgrafcultuur, of okergrafcultuur, is een cultuur uit de periode van de overgang van kopertijd naar bronstijd, ongeveer 3600 v.Chr. tot 2300 v.Chr. tussen de Boeg, Dnjestr en de Oeral. Het was een overwegend nomadische cultuur, maar dicht bij rivieren werd wat landbouw beoefend en er zijn wat forten op heuvels gevonden.

## Kenmerken

Jamnacultuur
Navolgende culturen:
Kogelamforacultuur
Badencultuur
Touwbekercultuur

Kenmerkend voor de cultuur zijn de begrafenissen in koergans (tumuli) in kuilgraven waarin het lijk achteroverliggend met gebogen knieën werd bijgezet. De lichamen werden bedekt met oker. Er zijn bijgraven in deze koergans aangetroffen, vaak als latere toevoegingen. Van belang zijn de dieroffers die bij begrafenissen werden gebracht (runderen, schapen, geiten en paarden), een kenmerk dat in verband wordt gebracht met Proto-Indo-Europeanen.
Aangenomen wordt dat de cultuur teruggaat op de Chvalynskcultuur aan de middenloop van de Wolga en de Sredny Stogcultuur aan de middenloop van de Dnjepr. 
De jamnacultuur stond sterk onder invloed van de Majkopcultuur. Van deze namen ze de bronstechnologie uit de Kaukasus over. Via de Coțofenicultuur bereikte deze vervolgens Midden-Europa. Op het grensgebied van de jamna- en Majkopculturen ontstond de Novosvobodnajacultuur.
In het westen van zijn verspreidingsgebied werd de jamnacultuur opgevolgd door de catacombencultuur en in het oosten door de Poltavkacultuur en de sroebnacultuur.
In de koerganhypothese van Marija Gimbutas wordt de jamnacultuur geïdentificeerd met de late Proto-Indo-Europeanen en is samen met de eraan voorafgaande Sredny Stogcultuur een kandidaat voor de Urheimat (thuisland) van het Proto-Indo-Europees. De oudste resten van een kar met wielen in Oost-Europa zijn gevonden in de Storozjova mohyla koergan (Dnipro, Oekraïne), in 1949 opgegraven door  Aleksej Terenozjkin, die met de jamnacultuur in verband wordt gebracht.

## Expansie
Gedurende het derde millennium v.Chr. migreerden dragers van de jamnacultuur van de steppe naar Centraal- en Oost-Europa. Dat is paleogenetisch aangetoond. Van omstreeks 2900 tot 2300 v.Chr. was het genetisch materiaal van de volkeren van de touwbekercultuur zeker voor twee derde steppegerelateerd. Daarentegen waren hun zeldzame paarden uit deze periode niet of nauwelijks genetisch verwant met de gedomesticeerde paarden van de jamnacultuur. Dat suggereert een beeld van geleidelijke jamnaexpansie, zonder paarden of strijdwagens, op het tempo van de voetganger of de ossenwagen.